# KeVaughn Allen
KeVaughn Allen (North Little Rock, Arkansas, 10 de octubre de 1995) es un baloncestista estadounidense que pertenece a la plantilla del BBC Bayreuth de la ProA, la segunda división alemana. Con 1,88 metros de estatura, juega en la posición de base.

## Trayectoria deportiva

### Universidad
Allen como junior asistió a la escuela secundaria North Little Rock en la que sería nombrado mejor jugador de la temporada de la Gatorade en Arkansas y llevó a North Little Rock a un título estatal de Clase 7A. Más tarde, en 2014 ingresó en la Universidad de Florida, para jugar durante cuatro temporadas con los Florida Gators, en la que en su última temporada promedió 11,8 puntos y 2,8 rebotes por partido.

### Profesional
Tras no ser elegido en el Draft de la NBA de 2019, el 4 de diciembre de 2019 firma por el KK Lovćen de la Liga Montenegrina de Baloncesto.
En la temporada 2020-21, firma por el Ura Basket de la Korisliiga, donde promedia 12.6 puntos, 3.3 rebotes y 2.4 asistencias por partido.
El 10 de junio de 2021, firma por el Leuven Bears de la Pro Basketball League, el primer nivel del baloncesto belga.
El 16 de septiembre de 2024 firmó con el CSM Constanța de la Liga Națională para la temporada 2024-2025, pero dejó el equipo tras nueve partidos, en los que promedió 16,0 puntos, 2,2 rebotes y 1,6 asistencias. El 10 de ciciembre, tras dejar el equipo rumano, fichó por el GS Lavrio de la A1 Ethniki griega.
El 19 de enero de 2025 fichó por el BBC Bayreuth de la ProA, la segunda división alemana.